# Чулков Микола Петрович
Мико́ла Петро́вич Чулко́в (рос. Николай Петрович Чулков; 12(24) листопада 1870, Білосток Гродненської губернії — 2 листопада 1940) — російський архівіст, історик Москви.

## Біографічні відомості
Походив зі старовинного дворянського роду. 1893 року закінчив історичне відділення Московського університету.
Багаторічний співробітник Московського архіву Міністерства юстиції (від 1908 року — завідувач відділення Литовської метрики, від 1912 року — Розрядно-сенатського відділення). У 1930-х роках був співробітником Літературного музею.
Наприкінці 1920-х — на початку 1930-х років читав лекції з допоміжних історичних дисциплін у Московському університеті та в Історико-архівному інституті. У червні 1938 року Чулкову надали звання професора.
Праці вченого (значна частина яких залишилася неопублікованими) присвячено генеалогії окремих дворянських і купецьких родин (зокрема, родоводу Олександра Пушкіна, Михайла Лермонтова, Федора Достоєвського, Льва Толстого), архівознавству, вивченню декабристського руху, історії Москви та російської історичної науки кінця XIX — початку XX століття.
Микола Петрович входив до числа засновників Історико-родовідного товариства в Москві, був його беззмінним секретарем, а в 1920—1922 роках — його головою.